# Samantha Simonton
Samantha Simonton (Atlanta, 11 de diciembre de 1999) es una deportista estadounidense que compite en tiro, en la modalidad de tiro al plato. Ganó una medalla de bronce en el Campeonato Mundial de Tiro al Plato de 2022, en la prueba de skeet.

## Palmarés internacional
| Campeonato Mundial | Campeonato Mundial | Campeonato Mundial | Campeonato Mundial |
| Año                | Lugar              | Medalla            | Prueba             |
| ------------------ | ------------------ | ------------------ | ------------------ |
| 2022               | Osijek (Croacia)   | Medalla de bronce  | Skeet              |